# Микропсия
Микропсия (от  μικρός — малый + ὄψις — вид) — расстройство зрения, при котором размеры видимых больным предметов выглядят меньше, чем на самом деле. Субъект воспринимает видимые объекты или какие-то их фрагменты существенно меньшего размера, чем они есть в действительности.

## Расстройства, при которых проявляется микропсия

### Офтальмология
Микропсия может наблюдаться при поражении сетчатки в области жёлтого пятна, либо при параличе аккомодации.

### Психиатрия и неврология
Микропсия при отсутствии поражения глаз в психиатрии рассматривается как психосенсорное расстройство. Может наблюдаться при эпилепсии и психических расстройствах, протекающих с помрачением сознания, дереализационном синдроме.
Критичность к микропсии может как быть, так и не быть.

## Сходные явления
Бывают аналогичные нарушения восприятия предметов пространства: макропсия, когда объекты воспринимаются увеличенными, и метаморфопсии, когда объекты воспринимаются искажёнными, дисмегалопсия — перекрученными вокруг оси, полиопсия — объекты в увеличенном числе.